# Процесс пятидесяти трёх
Процесс пятидесяти трёх (перс. پنجاه و سه نفر‎) — процесс над группой из 55 иранцев, арестованных властями в 1937 году за участие в коммунистической политической деятельности и преданных суду в ноябре 1938 года в рамках самого сенсационного политического процесса, проведенного во время правления Реза Пехлеви. Некоторые из них умерли в тюрьме, такие как доктор Таги Эрани, а остальные были освобождены в 1941 году.
Так называемый процесс 53-х в 1937 г. свидетельствовал о распространении коммунистических идей среди интеллигенции. Основную часть этой группы, привлеченной к суду по обвинению в пропаганде коммунистических идей, составляли выходцы из средних слоев, точнее, из интеллигенции.
В 1930-е годы активную агитационную работу против режима Реза Пехлеви вели иранские коммунисты во главе с Таги Эрани, который был уроженцем иранского Азербайджана. На страницах издаваемого ими журнала «Донья» разоблачалась «реакционная внутренняя и агрессивная внешняя политика» правящего режима. В 1934—1935 годах Эрани был редактором журнала «Донья». Деятельность данного журнала вызвала беспокойство шахского правительства. Весной 1937 г. по всей стране начались аресты деятелей оппозиционного движения. Многие из обвиняемых были его студентами, участвовали в организованных Т. Эрани коммунистических кружках. Иранские коммунисты критиковали власть шаха за его авторитаризм и отношения с нацистской Германией.
Из-за сходства с преследованием старых большевиков на сталинских показательных процессах в Советском Союзе в 1936—1938 годах некоторые шутили, что Реза Пехлеви подражал Иосифу Сталину.
Список арестованных по делу «55»:
- 1. Таги Эрани
- 2. Абдоссамад Камбахш
- 3. Мохаммад Бахрами
- 4. Мохаммад Шурешян
- 5. Али Садекпур
- 6. Мохаммад Бократи
- 7. Зия Аламутти
- 8. Мохаммад Пажух
- 9. Мохаммад Фарджами
- 10. Аббас Азери
- 11. Насраталла Эзази
- 12. Анвар Хамей
- 13. Носратолла Джаханшахлу
- 14. Эмад Аламутти
- 15. Акбар Ашфар
- 16. Таги Макинежад
- 17. Моджтаба Саджади
- 18. Бозорг Алави
- 19. Мехди Расаи
- 20. Ирадж Искандери
- 21. Мортеза Язди
- 22. Реза Радманеш
- 23. Халиль Малеки
- 24. Мортеза Саджади
- 25. Хоссейн Саджади
- 26. Акбар Шандермани
- 27. Мохаммад Кодре
- 28. Таги Шахин
- 29. Мортеза Разави
- 30. Сейфолла Сайях
- 31. Алинкали Хокми
- 32. Эзатолла Этикечи
- 33. Вали Хаджави
- 34. Рахим Аламутти
- 35. Шайбан Замани
- 36. Абдул-Кассем Аштари
- 37. Хоссейн Тарбият
- 38. Фазолла Гаркани
- 39. Юсеф Сокфи
- 40. Джалал Наини
- 41. Раджбали Насими
- 42. Бахман Шомали
- 43. Мехди Лалех
- 44. Эхсан Табари
- 45. Аббас Нараги
- 46. Мехди Данешвар
- 47. Хасан Хабиби
- 48. Нуреддин Аламути
- 49. Реза Ибрагимзаде
- 50. Халел Энкелаб
- 51. Ферейдун Ману
- 52. Ана Туркоман
- 53. Рази Хаким-Аллахи
- 54. Мохаммад Эбрахим Могадам
- 55. Ахмад Мохаммад-пур Никбин